# Walram de Rosse
Walram de Rosse (1254 - tussen 1 augustus en 20 oktober 1302), ook wel Walram of Waleran van Valkenburg genoemd, was een middeleeuwse ridder uit het adellijke Huis Valkenburg-Heinsberg. Hij was onder andere heer van Valkenburg en Monschau.

## Biografische schets
Naast Valkenburg en Monschau bezat Walram onder andere Sittard, Arrancy-sur-Crusnes en Marville. Door de vele oorlogen die Walrams vader Dirk II van Valkenburg had gevoerd, stonden er grote schulden open. Omdat Arrancy en Marville geïsoleerd lagen kwamen deze twee bezittingen in aanmerking om te worden verkocht om zo de financiële huishouding op orde te krijgen. Walram zocht hiervoor contact met zijn oom graaf Hendrik V van Luxemburg. Rondom deze koop ontstonden echter grote moeilijkheden. Zo was Theobald I van Bar, bloedverwant van de grootmoeder van Walram (Elisabeth van Bar), tegen de verkoop. Op 2 april 1271 werd Walram schadeloos gesteld. Hij ontving de gebieden Sankt Vith, Amel en Neundorf. Omstreeks 1280 werd Walram schout van Aken.
Onder Walram is het dorp Valkenburg uitgegroeid tot een dusdanige plaats, dat deze een eigen kerk kreeg. Er wordt hier gesproken van "ecclesia castris", kerk van het kasteel of van de versterking. Men gaat ervan uit dat een voorloper van de H.H. Nicolaas en Barbarakerk toen werd gebouwd.
In 1282 werd Walram door overeenkomst een vazal van Gwijde van Dampierre in diens hoedanigheid van markgraaf van Namen (hoewel Gwijde ook graaf van Vlaanderen was en Walram zich sterk zou inzetten voor diens Vlaamse strijd). Volgens de initiële overeenkomst zegde Walram twintig ridders toe in het kader van Gwijdes conflict met de graaf van Henegouwen. Hij steunde hem in diverse conflicten en bracht nieuwe vazallen aan, zoals Jan van Reifferscheid uit het Rijnland, voor wie Walram borg stond. Hij trad op als scheidsrechter in een geschil tussen Gwijde en de heer van Oudenaarde, adviseerde de graaf in diens conflict met de Franse koning, bepleitte zijn zaak bij de Duitse koning en vertegenwoordigde Vlaanderen in de vredesonderhandelingen met Frankrijk.
De Limburgse Successieoorlog, die tussen 1283 en 1288 plaatsvond en alle heren van Brabant tot aan de Rijn aanging, bepaalde ook in belangrijke mate het leven van Walram en de toekomst van Valkenburg. Walram zat in deze strijd in een in meerdere opzichten onprettige positie. Zo was hij zelf kandidaat voor de erfopvolging door zijn Limburgse verwantschap, maar wilde zijn – machtigere – schoonbroer, Reinoud I van Gelre niet in diens ambities dwarsbomen. Daarnaast was Walram als heer van Valkenburg leenman van een aantal Brabantse lenen, en de Brabantse hertog Jan I van Brabant aasde net als Reinoud op de hertogtitel. Ook de graven van Luxemburg zagen Limburg als een belangrijke toevoeging aan hun bezit.
Walram koos de kant van Reinoud I van Gelre, en om eervol met Reinoud te kunnen strijden, deed Walram dit onder de vlag van Monschau. Op 5 juni 1288 werd de twist beslist met de Slag bij Woeringen, waar de Brabantse alliantie de Gelderse alliantie waartoe Walram behoorde, versloeg. Gevolg hiervan was voor Valkenburg dat Brabant een sterke positie had ingenomen in Overmaas en Hertogdom Limburg. Hierdoor werd de druk van de Brabantse expansiepolitiek op Valkenburg groter. Nadat Reinoud I van Gelre gevangen was genomen in de Slag van Woeringen, werd Gelre in 1291 verpand aan graaf Gwijde van Vlaanderen. Deze stelde Walram aan als een van zijn stadhouders om Gelre te besturen in de jaren van de verpanding.
Walram gold in zijn tijd als een van de strijdlustigste ridders. Zo spreekt geschiedschrijver Jan van Heelu lovend over de daden en dapperheid in de Slag van Woeringen. Zo wordt ook over zijn daden bij het beleg van Vendôme gesproken. Hier zou Walram bij een uitval de hertog van Vendôme hebben geprobeerd gevangen te nemen door deze voor zich op zijn paard te zetten en weg te vluchten. Toen bleek dat Walram met de extra last (de hertog) niet snel genoeg kon wegkomen van de Franse troepen, gooide hij de hertog in de stadsgracht, waar hij verdronk.
In oktober 1296 ontving Walram van graaf Gwijde een som van meer dan 2000 pond. Deze betaling verklaart waarom hij honderd strijders leverde voor de Frans-Vlaamse oorlog, die het volgende jaar uitbrak. Hoewel hij vocht in 1297 en 1300, zou hij aan de Guldensporenslag niet meer deelnemen. Walram overleed tussen 1 augustus en 20 oktober 1302. Volgens de traditie is hij in de grote kerk in Sittard begraven.

## Huwelijk en kinderen
Walram was voor 30 mei 1275 getrouwd met Phillipa van Gelre, zus van graaf Reinoud I van Gelre. Reinoud schenkt Walram en Phillipa Susteren met Diederen als huwelijksgeschenk.
Walram trouwde in 1276 met Philippa van Gelre, dochter van Otto II van Gelre en Filippa de Dammartin. Walram en Philippa kregen 4 kinderen:
- Dirk III van Valkenburg
- Reinoud van Valkenburg
- Jan van Valkenburg en Born, heer van Born
- Elisabeth, die trouwde met Simon van Sponheim

## Voetnoten
1. 1 2  Dirk Heirbaut, "Een kanttekening bij de historiografie van de Guldensporenslag" in: Ten definiteven recht doende... Louis Berkvens Amicorum, eds. Bram Van Hofstraeten e.a., p. 118-127. ISBN 9789071581205
2. ↑  Paul Van Peteghem, "De Vlaamse verpanding van 1291 en het aanstellen van gouverneurs in Gelderland. Een onderzoek naar twee aspecten uit de bilaterale betrekkingen tussen Gelre en Vlaanderen" in: Millennium, 1988, nr. 2, p. 29-31